# Армія Спасіння
«А́рмія спасі́ння» (англ. Salvation Army; до 1878 — «Християнська місія») — частина Євангельської  християнської церкви, заснована 1865 році Методистським проповідником Вільямом Бутом та його дружиною Кетрін у Лондоні. Була створена для спасіння Євангелієм та соціальної допомоги нужденних у Лондоні. Пізніше поширила свою діяльність у США, Німеччині, Канаді та інших країнах. В Україні «Армія спасіння» почала свою діяльність в 1916 році, але була зачинена радянською владою в 1925. Повернулась «Армія спасіння» в Східну Європу лише в 1991 році, та в Україну в 1993 р, після здобуття незалежності.
Сьогодні її відділення та різноманітні центри діють в 127 країнах світу (дані за квітень 2016 року), де проводиться велика робота з безпритульними, людьми похилого віку, дітьми, інвалідами, ВІЛ-інфікованими та ін. Армія спасіння має свою пресу і широку мережу різних установ: їдальні, лікарні, біржі праці, банки, страхові і шлюбні контори, нічліжки тощо. Штаб-квартира (головний офіс) розташований в Лондоні (Велика Британія).
«Армія спасіння», як міжнародний рух, є частиною Всесвітньої християнської церкви. Її вчення засноване на Біблії; її служіння випливає з любові до Бога і практичної турботи про нужденних людей. Її місія — проповідувати Євангеліє Ісуса Христа, через практичну турботу та підтримку бідних та нужденних, сприяти духовному, моральному відродженню і фізичному відновленню всіх нужденних.
«Армія спасіння», надає допомогу всім, хто потрапляє в сферу її опіки, незалежно від раси, кольору шкіри, віросповідання, статі і віку та інших ознак, без жодної дискримінації. «Армія спасіння» є аполітичної організацією і ніяким чином не пов'язана з політикою (в 2013 році в Україні була створена політична партія «Народна армія спасіння», яка немає нічого спільного зі справжньою «Армія спасіння»).
Міжнародний сайт «Армія спасіння»: http://www.salvationarmy.org/ [Архівовано 17 липня 2007 у Wayback Machine.] (англійською мовою).

## Історія

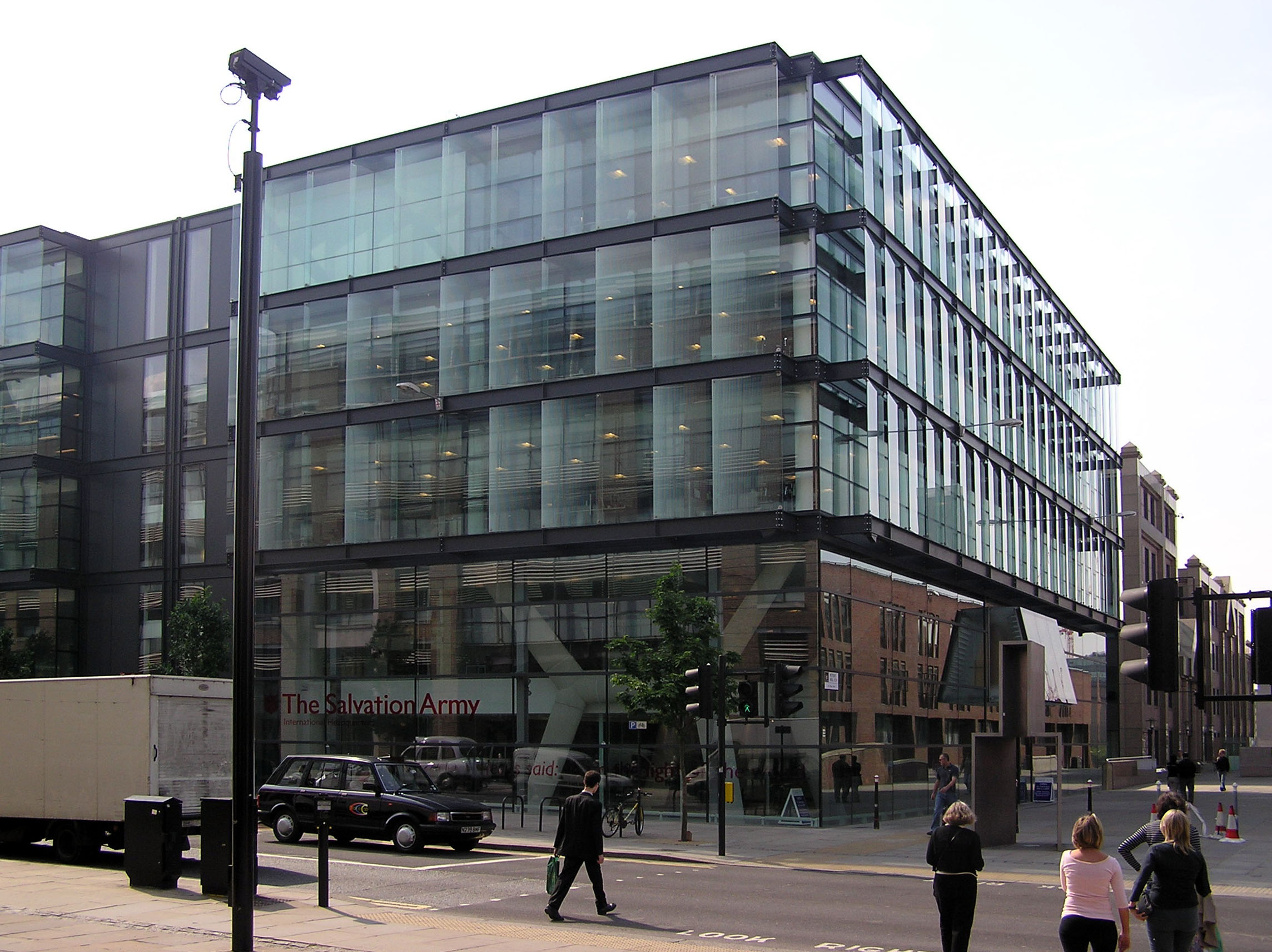
Штаб-квартира Армії Спасіння в Лондоні

В 1865 р. британський проповідник-методист Вільям Бут створив Християнську Місію, яка мала піклуватись нужденними.

## Принципи і завдання
Принципи «Армія спасіння» базуються на любові всіх людей, підтримці нужденних та піклуванні тими, хто є за межами суспільства. Організація поширює ідеї Біблії за допомогою проповідей, а також надання тим, хто потребує, соціальної, медичної, консультативної, моральної та іншої підтримки, включаючи надання допомоги в надзвичайних ситуаціях. «Армія спасіння» містить їдальні, нічліжні будинки, молодіжні клуби, працює із засудженими тощо.

## Структура і атрибутика
Згідно зі своєю назвою організація частково нагадує військову структуру: на чолі її стоїть «Генерал», рядові члени називаються «солдатами» і носять уніформу та відзнаки (значки, емблеми тощо). Традиційно вуличні марші та ходи Армії супроводжуються грою оркестру. Але це все має лише символічний характер.